# Carlos Ramiro Coutinho
Carlos Ramiro Coutinho (Lisboa, 30 de julho de 1828 — Lisboa, 5 de janeiro de 1897), 3.º barão de Barcelinhos e 1.º e único visconde de Ouguela, bacharel em Direito pela Universidade de Coimbra, atingiu notabilidade como advogado, distinguindo-se na defesa de casos difíceis que foram muito divulgados pelos principais órgãos de imprensa do seu tempo. Grande capitalista e proprietário, distinguiu-se no campo da filantropia e da política. Deixou extensa obra publicada no campo da filosofia política.

## Biografia
Nasceu na freguesia de Sacramento, em Lisboa, filho do negociante daquela praça Ricardo de Sylles Coutinho (Lisboa, Santa Justa) e de sua mulher (Lisboa, Conceição Nova, 5 de novembro de 1825) Rosa Máxima da Silva, neto paterno de Manuel Francisco Coutinho e de sua mulher Genoveva Teresa de Jesus e neto materno de João Rodrigues e de sua mulher Mariana Rosa da Conceição. O pai do futuro visconde de Ouguela tinha-se destacado na luta contra o miguelismo, como resistente liberal, pelo que esteve preso no Limoeiro, e depois como integrante das tropas que combateram sob a liderança de D. Pedro de Bragança até à instauração da monarquia constitucional portuguesa. Terminada a guerra civil, tornou-se num importante comerciante da praça de Lisboa, tendo conseguido meios de fortuna que lhe permitiram dar uma cuidada edução ao seu filho. A família paterna manteve até ao fim dos seus dias a casa comercial, situada no Chiado, que era ponto de encontro e tertúlia dos que perfilhavam os ideais liberais de ideias mais avançadas. Em consequência em 1844 esteve novamente preso no Limoeiro por ter apoiado o então jornalista António Rodrigues Sampaio contra a ditadura cabralista.
Após ter os estudos iniciais em casa sob a direção de seu tio João Rodrigues da Silva, Carlos Ramiro Coutinho frequentou o mesmo colégio de Lisboa em que estudou Camilo Castelo Branco, de que foi colega, criando uma relação de amizade que se manteve até ao fim da vida. Terminados os estudos secundários em Lisboa, matriculou-se na Faculdade de Direito da Universidade de Coimbra, cujo bacharelato concluiu com brilhantismo, partilhando regularmente os prémios escolares como Augusto Barjona de Freitas, futuro lente, de quem foi colega.
Terminado o curso, instalou-se em Lisboa como advogado, atingindo rapidamente notabilidade ao se distinguir na defesa de casos difíceis que foram amplamente divulgados pelos principais órgãos de imprensa do seu tempo. Foi nomeado em 12 de dezembro de 1855 para o lugar de delegado do Procurador Régio em Mafra, mas desistiu pouco depois do lugar para se dedicar à advocacia em Lisboa. Ao mesmo tempo que ganhava fama como bom advogado, em especial no foro criminal, foi-se interessando pela atividade política, ingressando nos grupos herdeiros do vintismo, iniciando a publicação de um conjunto de obras em que está bem patente a adesão aos ideais democráticos, aproximando-se dos princípios preconizados pelo socialismo proudhoniano, adotando muitas das ideias de Pierre-Joseph Proudhon (1809-1865), filósofo e economista francês. Esta adesão à esquerda democrática já vinha dos tempos de estudante em Coimbra, pois em 1851 integrara o Centro Promotor dos Melhoramentos das Classes Laboriosas e publicara em 1852 um texto que Camilo Castelo Branco consideraria como socialista.
Como advogado, ganhou fama ao defender André Turnes, o criado que assassinara o conselheiro Ildefonso Leopoldo Bayard, diplomata e antigo ministro, e passou a ser conhecido pela sua filantropia ao demonstrar grande disponibilidade para assistir gratuitamente réus pobres.
Fora iniciado na Maçonaria em 1848, na loja Patriotismo da Maçonaria do Sul, com o nome simbólico de Vergniaud e regularizado em 1891 na Loja Simpatia do Grande Oriente Lusitano Unido. Foi 17.º Soberano Grande Comendador do Supremo Conselho afeto ao Grande Oriente Lusitano e 6.º Grão-Mestre do Grande Oriente Lusitano Unido entre 1889 e 1895.
Apesar de ser essencialmente e um filantropo e idealista muito propenso a gestos de grande alcance humanitário, o carácter avançado das suas ideias e as suas atividades políticas provocaram ressentimentos e rancores. Foi acusado de republicanismo e apodado de perigoso revolucionário. Contudo, manteve-se sempre bastante conservador no que respeitava aos seus hábitos sociais e estilo de vida. Ainda muito novo foi nomeado moço fidalgo com exercício no paço e exerceu um cargo de grande notabilidade como o de Ouvidor do Conselho de Estado. Chegou mesmo a conviver com o rei D. Luís que manifestava por ele elevada consideração.
Em 1859 foi eleito deputado às Cortes, pelo círculo eleitoral de Sintra, integrado na fação que apoiou os governos regeneradores de Fontes Pereira de Melo, Martens Ferrão e Casal Ribeiro, de quem era particular amigo. Nesta legislatura, a 12.ª da Monarquia Constitucional Portuguesa, integrou as comissões parlamentares de verificação de poderes e de forais, tendo sido um dos defensores da aprovação do código civil proposto pelo visconde de Seabra, o que apenas viria a ocorrer em 1867. Em 1861 insurgiu-se no parlamento contra a manutenção da escravatura em Angola e contra a aprovação de um projeto de lei que permitia o julgamento sumaríssimo, sem direito a recurso, dos crimes cometidos por escravos ou por libertos.
Casou em Lisboa, a 26 de novembro de 1860, com Rita Soares de Oliveira, filha do negociante portuense de grosso trato Francisco José de Oliveira, viúva e sobrinha do primeiro barão e também viúva do segundo barão barão de Barcelinhos. A esposa era duplamente viúva, pois casara em primeiras núpcias em 27 da agosto de 1844 com seu tio paterno Manuel José de Oliveira, 1.º barão de Barcelinhos, abastado proprietário em Lisboa e na ilha da Madeira. Após este primeiro marido ter falecido em 11 de janeiro de 1847, casou em 15 de novembro daquele mesmo ano de 1847 com o major Manuel Correia da Silva Araújo, bacharel em Matemática, que viria a ser confirmado no título de 2.º barão de Barcelinhos, mas que viria a falecer em 5 de dezembro de 1859. Com o casamento, Carlos Ramiro Coutinho passou a gerir a grande casa fundiária que pertencia à família da esposa. Em 1862 nasceria o único filho do casal, Ramiro Soares de Sylles Coutinho (1862-1889).
Com a fortuna da esposa, a que se juntavam os bens que já possuía e a grande herança de seu pai, passou a controlar uma avultada fortuna. Em 1863 era o contribuinte mais coletado do Bairro do Rossio, em Lisboa. Possuía propriedades rústicas e urbanas que em 1870 tinham um valor estimado de 342 contos de réis em Lisboa, na ilha da Madeira e no concelho de Campo Maior. Só em contribuições prediais pagava 2 450$000 contos de réis anuais. Para além da vertende fundiária, possuía avultados bens móveis em acções, inscrições e valores de carteira e era accionistas do Banco de Portugal, cujo conselho fiscal integrou a partir de 1863.
A gestão de uma casa de tão grandes haveres levou a que progressivamente se afastasse durante algum tempo da atividade política e abandonasse a carreira de magistrado, já que em 1864, dada a necessidade de se concentrar na gestão dos seus negócios privados, se demitira do cargo de ajudante e substituto honorário do Procurador-Geral da Fazenda Nacional para que fora nomeado em 1860. Também em 1864 foi agraciado com o título de barão de Barcelinhos, o mesmo que tinha sido usado pelos anteriores maridos de sua mulher. 
Por esta altura, passou a interessar-se vivamente pelo concelho de Campo Maior, principalmente pela aldeia de Ouguela, já que era o maior proprietário e contribuinte fiscal daquele concelho. Esse interesse levou a que em 1867 assumisse a chefia da comissão que defendeu junto do governo e do rei a continuação do município de Campo Maior, ameaçado de extinção pela reforma administrativa de Martens Ferrão. Na sequência desses esforços, por decreto de 3 de maio de 1868, recebeu o título de visconde de Ouguela.
Em 1872, o já então Visconde de Ouguela fazia parte de um grupo de capitalistas, que incluía, entre outros, António Joaquim Vieira de Magalhães (o conde de Magalhães), Henrique José da Silva (o barão de Lagos) e Caetano Gaspar de Almeida e Noronha (o marquês de Angeja e conde de Peniche), que planeavam a criação de um novo banco, que se deveria designar Banco Real e Nacional.
Contudo, neste ano de 1872, o visconde foi atingido por uma tragédia familiar, a morte de uma enteada, ainda criança, a quem o ligava um profundo afeto, atingida por doença irremediável e de prolongada agonia. Em cima dessa tragédia familiar, apenas uma semana após a morte da criança, em agosto de 1872, devido a uma delação caluniosa, foi acusado de ser participante ativo numa conspiração iberista para atentar contra vida do rei D. Luís I, com o objetivo de derrubar o trono e o sistema político. O objetivo final seria derrubar as instituições e levar a cabo a união entre Portugal e Espanha. Esta acusação recaía sobre vários dos membros do grupo que pretendia criar o novo banco, levando a que o processo de gorasse. 
Em consequência dessa acusação, foi preso e levado para a cadeia do Aljube, acusado de participação numa intentona, que ficaria conhecida por A Pavorosa, juntamente com Caetano Gaspar de Almeida e Noronha (o conde de Peniche, líder do movimento), o general Francisco da Cruz Sobral (líder militar do alegado golpe), e António Joaquim Vieira de Magalhães (o 1.º Conde de Magalhães), Francisco Coutinho de Miranda, Augusto de Lafaya e Francisco dos Santos Reis. Embora em 1873 tivesse sido ilibado de todas as acusações, por falta de provas, daí resultou uma mágoa que o levou a retirar-se completamente de todas as atividades públicas e à desistência de todos os anteriores projetos.
Apesar de o visconde de Ouguela ter sido uma das mais notáveis figuras do pensamento político português no terceiro quartel do século XIX, morreu completamente retirado e de certo modo esquecido, em 5 de janeiro de 1897. Deixou uma vasta obra dispersa por múltiplos periódicos, já que desde muito jovem colaborava com a imprensa, especialmente a operária e ligada às forças mais à esquerda do espectro político de então. Existe colaboração publicada em O Patriota, O Eco dos Operários, A Revolução de Setembro, O Século e A Ilustração. Publicou também diversas monografias, dedicadas a temas forenses e à doutrinação política. Acérrimo defensor da abolição da pena de morte, nos seus escritos dava grande importância à educação dos pobres e considerava que a religião, a ciência e a indústria eram essenciais para a democracia.
Pelas obras que publicou, pelos cargos que ocupou e pela sua ação humanitária em defesa dos oprimidos, principalmente dos operários, tornou-se uma das mais notáveis figuras do seu tempo. Era fidalgo da Casa Real e foi agraciado com grã-cruz da Ordem de Nichan Iftikhar, de Tunes, com a comenda da Ordem de Carlos III, de Espanha, e era cavaleiro da Ordem de Isabel a Católica.

## Obras publicadas
Entre outras, é autor das seguintes obras:
- Defesa do réu André de Turnes perante o juízo do Primeiro Distrito Criminal, Lisboa, 1856.
- As expiações
- El ultimo verdugo : obra inedita, dedicada al pueblo Mexicano
- A Lucta Social, 1893;
- A questão social : evolução e socialismo
- A questão social : o proletariado europeu
- Revista historico-politica de Portugal, desde o ministerio do Marquez de Pombal até 1842. Precedida d'uma rapida exposição dos factos principaes da revolução Franceza de 1789 até á invasão dos Franzezes em Portugal (prefácio de Carlos Ramiro Coutinho a uma obra de João António dos Santos e Silva)
- Os saloes : as hesitacoes da actualidade. Lisboa : [Lallemant frères, Typ.], 6 volumes, 1874-1886.
- Gil Vicente, 1890;
- O proletariado europeu, 1896;
- O carrasco, 1897;
- As impaciencias
- Affirmações democraticas
- As indifferenças do seculo

## Casamento e descendência
Casou em Lisboa, Conceição Nova, a 26 de novembro de 1860 com Rita Soares de Oliveira (nascida a 1 de dezembro de 1825), viúva de Manuel José de Oliveira, 1.º barão de Barcelinhos, e de Manuel Correia da Silva Araújo, 2.º barão de Barcelinhos. Tiveram um filho: 
- Ramiro Soares de Oliveira da Silva Coutinho (Lisboa, Encarnação, 22 de novembro de 1862 — Lisboa, Encarnação, 29 de dezembro de 1889), casado em Lisboa, São Vicente de Fora, a 22 de novembro de 1883 com Maria do Carmo Giraldes Barba de Noronha e Brito, 11.ª condessa dos Arcos e 3.ª viscondessa de Trancoso, de quem não houve descendência.